# Rychlostní silnice R4 (Slovensko)
Rychlostní silnice R4 je 130 kilometrů dlouhá rychlostní silnice na Slovensku, která po svém dostavění spojí státní hranici s Polskem u obce Vyšný Komárnik se Svidníkem, Prešovem, Košicemi a státní hranicí s Maďarskem u Milhostě. Na polské straně bude na R4 navazovat rychlostní silnice S19, na maďarské straně na dálnici M30. Prochází územím Košicko-prešovské aglomerace.
Po R4 bude v budoucnu procházet několik evropských silnic. Na úseku Vyšný Komárnik – Prešov to bude E371, na peážní úseku s D1 E50. Mezi Košickými Oľšany a křižovatkou Košice-jih to bude E58 a dále na Milhosť E71.

## Úseky v provozu
V současnosti (2020) je z R4 v provozu obchvat Svidníka (4,6 km) a úsek Košice – Milhosť (14,2 km), nepočítaje společný úsek s D1.

### Obchvat Svidníku
Obchvat města Svidník s délkou 4,573 kilometru byl ve výstavbě od prosince 2007. Rychlostní silnice tu je vybudována zatím v polovičním profilu (kategorie R 11,5/100, resp. R 22,5/100) a odklonila dopravu z intravilánu města a odlehčila tak silnici I/73. Nachází se zde 9 mostů a mimoúrovňová křižovatka Svidník-jih a úrovňové napojení Svidník sever. Maximální povolená rychlost na úseku je stanovena na 100 km za hodinu.
Výstavba měla být původně ukončena v květnu 2009, ale vyskytly se problémy se sesuvy násypu pod silnicí, který bylo třeba sanovat. Stavební práce tak musely pokračovat a úsek byl zprovozněn až 20. prosince 2010. Zhotovitelem bylo sdružení firem Inženýrské stavby, Strabag  a Eurovia CZ.

### Košice – Milhosť
Tento úsek spojuje krajské město Košice se státní hranicí s Maďarskem u obce Milhosť. Tato část R4 měří 14,2 km a je vybudována v plném profilu. Výstavba oficiálně začala 27. srpna 2010 a celý úsek byl předán do užívání 7. listopadu 2013. Stavební náklady dosáhly částky 78 milionů €, státní expertiza původně uvažovala o ceně 117 milionů €. Úsek je také součástí VA Panevropského koridoru. Na trase se nachází 16 mostů a 2 mimoúrovňové křižovatky. Z důvodu výstavby tohoto úseku R4 bylo třeba částečně upravit silnici I/68. Pro stavbu tohoto úseku, který projektoval Dopravoprojekt a realizovala Skanska SK, byla použita kategorie R 24,5 / 120 (s výjimkou úseku Kechnec – hranice s Maďarskem, kde kvůli respektování bodu křížení na státní hranici musí trasa vést „esíčkem“ vyhovujícím návrhové rychlosti jen 100 km/h). Dominantou úseku je 530 m dlouhý most přes širokorozchodnou trať ŽSR, jehož hlavní pole s rozpětím 80 m bylo zhotoveno letmou betonáží.

## Úseky v plánu

### Vyšný Komárnik (státní hranice SK/ PL) – Hunkovce
Začátek tohoto úseku plánovaného v polovičním profilu kategorie R 24,5/100 je situován na státní hranici s Polskem nedaleko obce Vyšný Komárnik. Zde se bude nacházet i velké odpočívadlo určeny zejména pro tranzitní dopravu. Za hraničním přechodem se bude nacházet mimoúrovňová křižovatka s napojením na silnici I/73 a polskou rychlostní silnici S19. Další křižovatka se bude nacházet na konci úseku u obce Hunkovce. Na úseku bude vystavěných 7 mostních objektů přímo na tělese rychlostní silnice R4 a další čtyři mimo rychlostní silnici.

### Hunkovce – Ladomirová
Úsek o délce 8,2 km je plánovaný v polovičním profilu kategorie R 24,5/100. Bude procházet východně od obcí Hunkovce a Ladomirová a odkloní zejména nákladní a tranzitní dopravu ze silnice I/73. Součástí stavby bude čtrnáct mostních objektů, ekodukt, dobudování křižovatky Svidník-sever a provizorní napojení na předešlý úsek. Momentálně[kdy?] probíhá soutěž na zhotovitele Dokumentace pro stavební povolení, Dokumentace pro nabídku, Autorský dozor a výkon Koordinátora pro dokumentaci. 

### Svidník – Kapušany
Tento úsek má délku 40 km a je rozdělen na následující úseky: 
- Kapušany – Lipníky
- Lipníky – Kuková
- Kuková – Giraltovce
- Giraltovce – Radoma
- Radoma – Rakovčík
- Rakovčík – Svidník jih.

V celém úseku je navržena kategorie R 24,5/100, mezi Lipník a Svidníkem by se však kvůli nízkým intenzitám měla R4 stavět zatím jen v polovičním profilu. Podle neoficiálních informací se také zvažuje realizovat R4 mezi Lipníky a Svidníkem i v tzv. redukované kategorii, což znamená rychlostní silnici se zúženým středním pruhem o 1,5 metru, pouze se zpevněnou krajnicí místo odstavných pruhů, čímž by se celková šířka zmenšila na 17,5 m.

### Prešov, severní obchvat, II. etapa
Úsek bude mít délku 10,2 km. Soutěž na zhotovitele by měla být vyhlášena v roce 2021.

## Úseky ve výstavbě

### Prešov, severní obchvat, I. etapa
Úsek bude mít délku 4,3 km. Nacházet se zde bude tunel Bikoš (1 155 m), 3 mosty na rychlostní silnici, 3 mosty na větvích křižovatky a 3 mosty mimo těleso rychlostní silnice. Součástí stavby je i přestavba stávající silnice I/68 v místě MÚK Prešov – sever na čtyřpruhovou směrově dělenou komunikaci. Navrhovaná kategorie je R 24,5/100, v tunelech 2T 7,5/100 v plném profilu. V současnosti[kdy?] probíhá výstavba sdružením Váhostav a TuConu s ukončením výstavby v březnu 2023.

## Přehled úseků
| pořadí úseku | označení úseku                                                   | Délka úseku v km           | zahájení výstavby úseku | Uvedení úseku do provozu | Výjezdy a křižovatky                                  |
| ------------ | ---------------------------------------------------------------- | -------------------------- | ----------------------- | ------------------------ | ----------------------------------------------------- |
| 1.           | Státní hranice SK / PL – Hunkovce                                | 7,9                        | 2025                    | 2028                     | Vyšný Komárnik Hunkovce                               |
| 2.           | Hunkovce – Ladomirová                                            | 8,2                        | po roce 2030            | po roce 2030             | Svidník-Sever                                         |
| 3.           | Svidník – obchvat, pravá polovina                                | 4,6 + 0,4 dočasné napojení | 2007                    | 2010                     | Dočasné napojení na silnici I / 73 Svidník-Jih        |
| 3.           | Svidník – obchvat, levá polovina                                 | 4,6                        | po roce 2030            | po roce 2030             | Svidník-Jih, dostavba                                 |
| 4.           | Svidník – Rakovčík                                               | 6,0                        | po roce 2030            | po roce 2030             | Stročín                                               |
| 5.           | Rakovčík – Radoma                                                | 7,0                        | 2023                    | 2026                     | Okrúhle                                               |
| 6.           | Radoma – Giraltovce                                              | 7,5                        | 2025                    | 2028                     | Giraltovce                                            |
| 7.           | Giraltovce – Kuková                                              | 6,5                        | 2023                    | 2026                     | Úsek bez výjezdů                                      |
| 8.           | Kuková – Lipníky                                                 | 8,0                        | 2025                    | 2028                     | Kuková                                                |
| 9.           | Lipníky – Kapušany                                               | 4,0                        | 2023                    | 2026                     | Lipníky                                               |
| 10.          | Prešov, severní obchvat II.etapa (Kapušany – Prešov, Sever)      | 10,2                       | 09/2023                 | 10/2027                  | Kapušany                                              |
| 11.          | Prešov, severní obchvat I. etapa (Prešov, Sever – Prešov, Západ) | 4,3                        | 07/2019                 | 09/2023                  | Prešov-Sever Prešov-Západ, křižovatka R4×D1, dostavba |
| 12.          | Košice – Milhosť, hranice SK / HU                                | 14,2                       | 2010                    | 2013                     | Košice-Jih, křižovatka R4×R2, dostavba Kechnec        |

## Úseky v peáži
Rychlostní silnice R4 má 2 peážní úseky, na kterých společně s jinou komunikací prochází po jedné trase. Peáž znamená, že trasa rychlostní silnice R4 se v určitém úseku překrývá s trasou jiné rychlostní silnice nebo dálnice, tedy že jedno fyzické těleso silnice administrativní využity pro dvě a více rychlostních silnic nebo dálnic.
Mezi výjezdem Prešov-sever a křižovatkou dálnic D1 a R2 Košické Olšany je R4 v 27,5 km dlouhé peážní s dálnicí D1, dále mezi křižovatkou silnic R4 a R2 a křižovatkou Košice-jih je v 14,3 km dlouhé peáži s rychlostní silnicí R4.